# April 2012
| April 2012 |
| Månader under 2012: Januari · Februari · Mars · April · Maj · Juni · Juli · Augusti · September · Oktober · November · December ← December 2011 · Januari 2013 → |

## Händelser

### 1 april
- I Myanmar vinner Aung San Suu Kyis parti Nationella demokratiska förbundet vid ett fyllnadsval till parlamentet.

### 16 april
- Rättegången mot Anders Behring Breivik inleds.

### 19 april
- Brynäs IF vinner svenska mästerskapet i ishockey för herrar.[1]

### Fotnoter
1. ↑  ”Brynäs vann SM-guld”. Helsingborgs dagbladet. 19 april 2012. http://www.hd.se/2012-04-19/brynas-vann-sm-guld. Läst 11 september 2016.